# Pristiglottis
Pristiglottis es un género de orquídeas perteneciente a la subfamilia Orchidoideae. Se distribuye por Malasia y el sudoeste del Pacífico.

## Especies dePristiglottis
A continuación se brinda un listado de las especies del género Pristiglottis aceptadas hasta mayo de 2011, ordenadas alfabéticamente. Para cada una se indica el nombre binomial seguido del autor, abreviado según las convenciones y usos y la publicación válida.
- Pristiglottis coerulescens (Schltr.) Cretz. & J.J.Sm., Acta Fauna Fl. Universali, Ser. 2, Bot. 1(14): 4 (1934).
- Pristiglottis degeneri (L.O.Williams) Kores, Allertonia 5: 29 (1989).
- Pristiglottis elongata (Blume) Cretz. & J.J.Sm., Acta Fauna Fl. Universali, Ser. 2, Bot. 1(14): 4 (1934).
- Pristiglottis fimbriata (J.J.Sm.) Cretz. & J.J.Sm., Acta Fauna Fl. Universali, Ser. 2, Bot. 1(14): 4 (1934).
- Pristiglottis hasseltii (Blume) Cretz. & J.J.Sm., Acta Fauna Fl. Universali, Ser. 2, Bot. 1(14): 4 (1934).
- Pristiglottis hatumetensis (J.J.Sm.) Cretz. & J.J.Sm., Acta Fauna Fl. Universali, Ser. 2, Bot. 1(14): 5 (1934).
- Pristiglottis hydrocephala (J.J.Sm.) Cretz. & J.J.Sm., Acta Fauna Fl. Universali, Ser. 2, Bot. 1(14): 5 (1934).
- Pristiglottis longiflora (Rchb.f.) Kores, Allertonia 5: 28 (1989).
- Pristiglottis macrantha (Hook.f.) J.J.Wood & Seidenf. in G.Seidenfaden & J.J.Wood, Orchids Pen. Malaysia: 82 (1992).
- Pristiglottis mindanaensis (Ames) Cretz. & J.J.Sm., Acta Fauna Fl. Universali, Ser. 2, Bot. 1(14): 5 (1934).
- Pristiglottis montana (Schltr.) Cretz. & J.J.Sm., Acta Fauna Fl. Universali, Ser. 2, Bot. 1(14): 5 (1934).
- Pristiglottis occulta (Blume) Cretz. & J.J.Sm., Acta Fauna Fl. Universali, Ser. 2, Bot. 1(14): 5 (1934).
- Pristiglottis pectinifera (Schltr.) Cretz. & J.J.Sm., Acta Fauna Fl. Universali, Ser. 2, Bot. 1(14): 5 (1934).
- Pristiglottis philippinensis (Ames) Cretz. & J.J.Sm., Acta Fauna Fl. Universali, Ser. 2, Bot. 1(14): 5 (1934).
- Pristiglottis puberula (Schltr.) Cretz. & J.J.Sm., Acta Fauna Fl. Universali, Ser. 2, Bot. 1(14): 5 (1934).
- Pristiglottis pubescens (Blume) Cretz. & J.J.Sm., Acta Fauna Fl. Universali, Ser. 2, Bot. 1(14): 5 (1934).
- Pristiglottis serriformis (J.J.Sm.) Cretz. & J.J.Sm., Acta Fauna Fl. Universali, Ser. 2, Bot. 1(14): 6 (1934).
- Pristiglottis spicata (Blume) Cretz. & J.J.Sm., Acta Fauna Fl. Universali, Ser. 2, Bot. 1(14): 6 (1934).